# Klein Constantia
A Klein Constantia (código UCI: KLC) foi um equipa ciclista checa de categoria continental e filial da equipa ProTeam belga, Etixx-Quick Step.

## Material ciclista

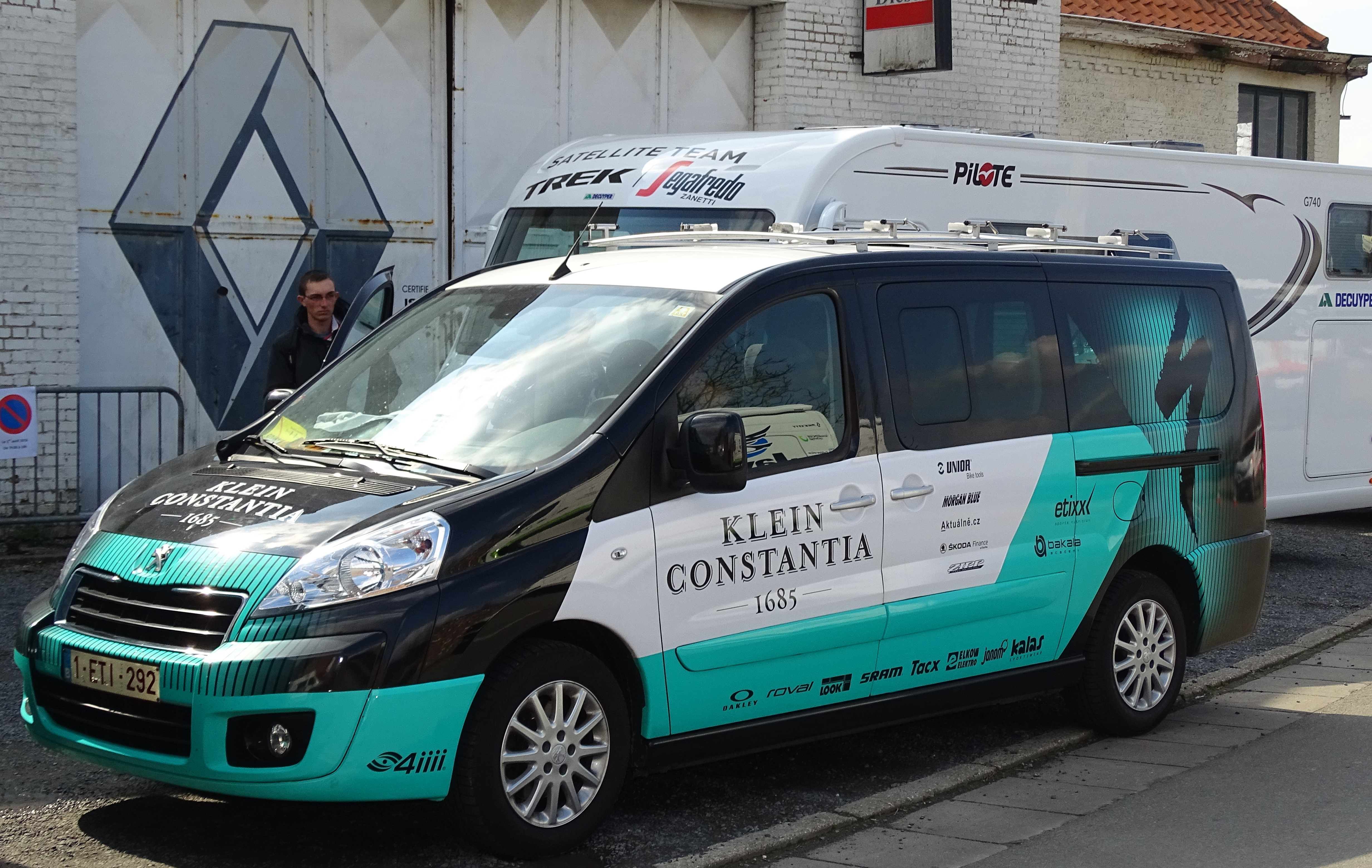
Veículos que utiliza da equipa

A equipa utilizava bicicletas Specialized.

## Classificações UCI
A partir de 2005 a UCI instaurou os Circuitos Continentais UCI, onde a equipa está desde que se criou em 2013, registado dentro do UCI Europe Tour. Estando nas classificações do UCI Europe Tour Ranking e UCI América Tour Ranking. As classificações da equipa e de sua ciclista mais destacado foram as seguintes:
| Temporada                | Classificação por equipas | Melhor corredor na classificação individual | Posição |
| 2012-2013 (America Tour) | 38º                       | Daniel Hoelgaard                            | 345º    |
| 2012-2013 (Europe Tour)  | 14º                       | Petr Vakoč                                  | 17º     |
| 2013-2014 (Europe Tour)  | 19º                       | Łukasz Wiśniowski                           | 62º     |
| 2015 (America Tour)      | 34º                       | Michal Schlegel                             | 195º    |
| 2015 (Europe Tour)       | 46º                       | Erik Baška                                  | 52º     |

## Palmarés
Para anos anteriores, veja-se Palmarés da Klein Constantia

### Palmarés de 2016

#### Circuitos Continentais UCI
| Datas         | Circuito                | Carreiras                                                       | Ganhador              |
| 2 de março    | UCI Europe Tour de 2016 | Umag Trophy                                                     | Jonas Bokeloh         |
| 17 de março   | UCI Europe Tour de 2016 | 2.ª etapa da Volta ao Alentejo                                  | Enric Mas             |
| 20 de março   | UCI Europe Tour de 2016 | 5.ª etapa da Volta ao Alentejo                                  | Rémi Cavagna          |
| 20 de março   | UCI Europe Tour de 2016 | Volta ao Alentejo                                               | Enric Mas             |
| 8 de abril    | UCI Europe Tour de 2016 | 1.ª etapa do Circuito das Ardenas                               | Rémi Cavagna          |
| 25 de abril   | UCI Europe Tour de 2016 | 1.ª etapa do Tour de Bretanha                                   | František Sisr        |
| 29 de abril   | UCI Europe Tour de 2016 | Prologo da Carpathia Couriers Paths (CRI)                       | Hamish Schreurs       |
| 2 de maio     | UCI Europe Tour de 2016 | 3.ª etapa da Carpathia Couriers Paths                           | Hamish Schreurs       |
| 3 de maio     | UCI Europe Tour de 2016 | Carpathia Couriers Paths                                        | Hamish Schreurs       |
| 15 de maio    | UCI Europe Tour de 2016 | 3.ªa etapa do Tour de Berlin                                    | Rémi Cavagna          |
| 16 de maio    | UCI Europe Tour de 2016 | Tour de Berlin                                                  | Rémi Cavagna          |
| 22 de maio    | UCI Europe Tour de 2016 | 3.ª etapa da Paris-Arrás Tour                                   | Rémi Cavagna          |
| 19 de junho   | UCI Europe Tour de 2016 | Tour de Saboya                                                  | Enric Mas             |
| 30 de junho   | UCI Europe Tour de 2016 | 3.ª etapa da Carreira da Solidariedade e dos Campeões Olímpicos | Rémi Cavagna          |
| 1 de julho    | UCI Europe Tour de 2016 | 4.ª etapa da Carreira da Solidariedade e dos Campeões Olímpicos | Iván García Cortina   |
| 15 de julho   | UCI Europe Tour de 2016 | 3.ª etapa do Giro do Vale de Aosta                              | Maximilian Schachmann |
| 30 de julho   | UCI Europe Tour de 2016 | 3.ª etapa do Tour de Alsacia                                    | Maximilian Schachmann |
| 31 de julho   | UCI Europe Tour de 2016 | Tour de Alsacia                                                 | Maximilian Schachmann |
| 9 de setembro | UCI Europe Tour de 2016 | 1.ª etapa do East Bohemia Tour                                  | František Sisr        |

## Plantel
Para anos anteriores, veja-se Modelos da Klein Constantia

### Elenco de 2016
| Nome                     | Nascimento | Nacionalidade | Equipa de 2015                     |
| Nuno Bico                | 03/07/1994 | Portugal      | Rádio Popular-Boavista             |
| Jonas Bokeloh            | 16/03/1996 | Alemanha      | SEG Racing                         |
| Rémi Cavagna             | 10/08/1995 | França        | Neo (Pró Immo Nicolas Roux)        |
| Iván García Cortina      | 20/11/1995 | Espanha       | AWT-GreenWay                       |
| Przemysław Kasperkiewicz | 01/03/1994 | Polónia       | AWT-GreenWay                       |
| Roman Lehky              | 30/06/1996 | Chéquia       | AWT-GreenWay                       |
| Enric Mas                | 07/01/1995 | Espanha       | Neo (Specialized-Alberto Contador) |
| Kenny Molly              | 24/12/1996 | Bélgica       | AWT-GreenWay (stagiare)            |
| Jhonatan Narváez         | 04/03/1997 | Equador       | Neoprofissional                    |
| Maximilian Schachmann    | 09/01/1994 | Alemanha      | AWT-GreenWay                       |
| Michal Schlegel          | 31/05/1995 | Chéquia       | AWT-GreenWay                       |
| Hamish Schreurs          | 23/01/1994 | Nova Zelândia | Neo (Sojasun espoir-ACNC)          |
| František Sisr           | 17/03/1993 | Chéquia       | Team Dukla Praha                   |

1. 1 2  Até 31 de julho.

Stagiares

Desde 1 de agosto, os seguintes corredores passaram a fazer parte da equipa como stagiaires (aprendices a prova).
| Corredor      | Nascimento | Nacionalidade | Equipa de 2016 |
| ------------- | ---------- | ------------- | -------------- |
| Jérémy Lecroq | 07/04/1995 | França        |                |